# Nazionale maschile under 20 di calcio del Mali
La nazionale di calcio del Mali Under-20 è la rappresentativa under 20 a livello internazionale del Mali.

## Storia
Ai mondiali del 2015 raggiunge uno storico bronzo dopo aver vinto la finale del 3 posto contro il Senegal ed un suo giocatore Adama Traoré è il miglior giocatore del torneo.
L'unico precedente in cui salì sul terzo gradino del podio fu nel 1999. Il terzo posto al mondiale è il miglior risultato raggiunto dalla nazionale maliana under-20.

## Partecipazioni a competizioni internazionali

### Mondiali Under-20
| Anno | Luogo               | Piazzamento      | V | N | P | Gol   |
| ---- | ------------------- | ---------------- | - | - | - | ----- |
| 1977 | Tunisia             | Non partecipante | - | - | - | -     |
| 1979 | Giappone            | Non qualificato  | - | - | - | -     |
| 1981 | Australia           | Non qualificato  | - | - | - | -     |
| 1983 | Messico             | Non qualificato  | - | - | - | -     |
| 1985 | Unione Sovietica    | Non qualificato  | - | - | - | -     |
| 1987 | Cile                | Non qualificato  | - | - | - | -     |
| 1989 | Arabia Saudita      | Primo turno      | 0 | 1 | 2 | 1:9   |
| 1991 | Portogallo          | Non qualificato  | - | - | - | -     |
| 1993 | Australia           | Non qualificato  | - | - | - | -     |
| 1995 | Qatar               | Non qualificato  | - | - | - | -     |
| 1997 | Malaysia            | Non qualificato  | - | - | - | -     |
| 1999 | Nigeria             | Terzo posto      | 5 | 0 | 2 | 16:14 |
| 2001 | Argentina           | Non qualificato  | - | - | - | -     |
| 2003 | Emirati Arabi Uniti | Primo turno      | 1 | 0 | 2 | 4:7   |
| 2005 | Paesi Bassi         | Non qualificato  | - | - | - | -     |
| 2007 | Canada              | Non qualificato  | - | - | - | -     |
| 2009 | Egitto              | Non qualificato  | - | - | - | -     |
| 2011 | Colombia            | Primo turno      | 0 | 0 | 3 | 0:6   |
| 2013 | Turchia             | Primo turno      | 0 | 2 | 1 | 2:5   |
| 2015 | Nuova Zelanda       | Terzo posto      | 3 | 2 | 2 | 11:7  |
| 2017 | Corea del Sud       | Non qualificato  | - | - | - | -     |
| 2019 | Polonia             | Quarti di finale | 1 | 2 | 2 | 11:13 |
| 2023 | Indonesia           | Non qualificato  | - | - | - | -     |

## Tutte le rose

### Campionato mondiale di calcio Under-20
Campionato del mondo Under-20 19891 Bouba, 2 Habib, 3 Diadie, 4 Barry, 5 Guindo, 6 Tollo, 7 Boubacar, 8 Sory, 9 Tandjigora, 10 Alassane, 11 N'Faly, 12 Issa, 13 Oumar, 14 Bass, 15 Soumaila, 16 Koite, 17 Dissa, 18 Kane, CT: Touré
Campionato del mondo Under-20 19991 I. Keita, 2 D. Coulibaly, 3 A. Traoré, 4 Ad. Coulibaly, 5 Cissé, 6 Younkara, 7 N'Diaye, 8 Mah. Diarra, 9 Bagayoko, 10 S. Keita, 11 Sissoko, 12 Am. Coulibaly, 13 Camara, 14 Mam. Diarra, 15 Dissa, 16 I. Traoré, 17 Diakité, 18 Dao, CT: M. Coulibaly
Campionato del mondo Under-20 20031 S. Diakité, 2 M. Bagayoko, 3 D. Bagayoko, 4 B. Diallo, 5 Koné, 6 A. Touré, 7 Berthé, 8 Mamo. Coulibaly, 9 Y. Diallo, 10 Traoré, 11 Dembelé, 12 D. Diakité, 13 B. Coulibaly, 14 S. Coulibaly, 15 M. Diakité, 16 S. Touré, 17 Diarra, 18 Cissé, 19 Diagouraga, 20 Mama. Coulibaly, CT: Coulibaly
Campionato del mondo Under-20 20111 Sy, 2 Malle, 3 A. Konaté, 4 Sylla, 5 M. Coulibaly, 6 M. Konaté, 7 Diarra, 8 Doumbia, 9 Kal. Coulibaly, 10 Touré, 11 Dembele, 12 Sidibe, 13 Kad. Coulibaly, 14 S. Diallo, 15 M. Traore, 16 Togola, 17 Diakite, 18 Guindo, 19 I. Diallo, 20 Kone, 21 K. Traoré, CT: C. Diallo
Campionato del mondo Under-20 20131 Fofana, 2 H. Traoré, 3 A. Keita, 4 O. Keita, 5 Diallo, 6 B. Diarra, 7 Sissoko, 8 Denon, 9 Niane, 10 Se. Traoré, 11 T. Keita, 12 M. Traoré, 13 Samake, 14 Mariko, 15 Nimaga, 16 So. Traoré, 17 A. Traoré, 18 M. Berthe, 19 Koné, 20 I. Diarra, 21 G. Berthé, CT: M. Keita
Campionato del mondo Under-20 20151 Baye, 2 M. Diallo, 3 S. Diarra, 4 Koné, 5 I. Diarra, 6 Maïga, 7 Konaté, 8 Samassekou, 9 Guindo, 10 H. Traoré, 11 Touré, 12 Coulibaly, 13 Doumbia, 14 A. Diallo, 15 Sissoko, 16 D. Diarra, 17 Sacko, 18 Gbakle, 19 A. Traoré, 20 Diabaté, 21 S. Traoré, CT: F. Diarra
Campionato del mondo Under-20 20191 A. Coulibaly, 2 Konan, 3 D. Diarra, 4 Konaté, 5 Fofana, 6 Diakité, 7 Dramé, 8 Camara, 9 Koné, 10 M. Traoré, 11 Konté, 12 M. Diarra, 13 Kanouté, 14 Sissoko, 15 Diaby, 16 Y. Koïta, 17 Samaké, 18 B. Traoré, 19 N'Diaye, 20 S. Koïta, 21 S. Coulibaly, CT: Kané